# Федерация футбола Чили
Федерация футбола Чили (исп. Federación de Fútbol de Chile, FFCh) — организация, осуществляющая контроль и управление футболом в Чили. Была основана 19 июня 1895 года и является старейшей футбольной ассоциацией в Южной Америке. В 1916 году стала одним из основателей КОНМЕБОЛ. Управляет мужской сборной Чили по футболу, женской сборной Чили по футболу, молодёжными и юношескими сборными Чили.

## Членство в организациях
Федерация футбола Чили входит в ФИФА, КОНМЕБОЛ и Олимпийский комитет Чили.
Также осуществляет контроль над Национальной ассоциацией профессионального футбола Чили и Национальной ассоциацией любительского футбола Чили.

## История
Футбольная ассоциация Чили была основана на собрании в Вальпараисо 19 июня 1895 года, председателем собрания был журналист Дэвид Скотт. Эта организация стала первым организатором футбольных соревнований в Чили. Позднее организация вступила в конфликт со Национальной спортивной федерацией Чили (исп. Federación Sportiva Nacional), созданной в 1909 году.
В начале XX века Футбольная ассоциация Чили «испанизировала» название и стала называться «Ассоциацией футбола Чили» (англ. Asociación de Football de Chile). В 1913 году ассоциация получила временный статус члена ФИФА, а в 1914 — постоянный статус. В 1916 году, в ходе розыгрыша первого Кубка Америки, был основан КОНМЕБОЛ, а Чили стал одним из его основателей , наряду с футбольными ассоциациями Бразилии, Аргентины и Уругвая.
В 1917 году конфликт с Национальной спортивной федерацией Чили был разрешён. Но в начале 1920-х годов в Сантьяго появилась Федерация футбола Чили (исп. Federación de Football de Chile), которая в октябре 1923 года взяла под свой контроль сборную Чили. Ассоциацией футбола Чили  вышла из КОНМЕБОЛ, сформировав параллельную конфедерацию. Из-за этого ФИФА исключила Чили из состава своих членов в 1925 году.
24 января 1926 года Федерация футбола Чили объединилась с Ассоциацией футбола Чили, создав единый орган для управлений чилийским футболом. Штаб-квартира объединённой Федерации футбола Чили расположилась в Вальпараисо. В апреле 1926 года федерацию вновь приняли в КОНМЕБОЛ, а в июле того же года — в ФИФА.
В 1954 году Федерация футбола Чили подала заявку на организацию седьмого чемпионата мира. 10 июня 1956 года на конгрессе ФИФА в Лиссабоне, Чили был избран организатором чемпионата мира, получив 32 голоса в свою поддержку (Аргентина получила 10 голосов). Сам турнир прошёл в Чили с 30 мая до 17 июня 1962 года.
В августе 2006 года Федерация футбола Чили подала заявку на проведение четвёртого чемпионата мира среди девушек до 20 лет. В сентябре того же года ФИФА одобрила заявку. В 2008 году Чили стал первой страной в Южной Америке, принявшей чемпионат мира по футболу среди женщин в какой-либо возрастной категории.

## Президенты
| Футбольная ассоциация Чили - 1895—1896: Дэвид Н. Скотт - 1897—1908: Альфредо Л. С. Джексон - 1909—1910: Гораций Купер - 1911—1911: Уильям Бейли - 1911—1911: Альфредо Л. С. Джексон Ассоциацией футбола Чили (Вальпарисо) - 1912—1912: Гораций Купер Уайт - 1912—1913: Андрес Геммелл - 1914—1917: Хуан Эстебан Ортусар - 1918—1918: Роберто Бальбонтин - 1919—1919: Мигель Анхель Сальво - 1920—1920: Артуро Латорре Морено - 1921—1921: Хуан Эстебан Ортусар - 1922—1922: Артуро Канелли Федерация футбола Чили (Сантьяго) - 1923—1924: Рафаэль Торребланка - 1925—1926: Карлос Кариола | Федерация футбола Чили (объединённая) - 1926: Карлос Кариола - 1926: Серафин Герра - 1927—1928: Хуан Энрике Лион - 1929—1930: Абрахам Орте - 1931—1933: Гильермо Соммервиль - 1934—1934: Абрахам Орте - 1935—1936: Карлос Агирре - 1937—1951: Луис Валенсуэла Эрмосилья - 1952—1952: Хосе Карриль Эчаварри - 1953—1954: Эрнесто Альендес Морено - 1954—1956: Карлос Диттборн Пинто - 1956—1958: Умберто Теран Аскуи - 1958—1960: Луис Меса Арайя - 1960—1962: Эктор Браво Алвинья - 1962—1964: Хуан Гоньи Свидерски - 1964—1966: Альберо Нуньес Эспиноса - 1966—1968: Хуан Гоньи Свидерски - 1968—1970: Альберо Нуньес Эспиноса - 1970—1970: Хуан Гоньи Свидерски - 1970—1972: Антонио Лабан Нуман - 1972—1974: Умберто Теран Аскуи - 1974—1975: Карлос Чубретович Альварес - 1975—1978: Эдуардо Гордон Каньяс - 1979—1979: Хуан Гоньи Свидерски - 1980—1981: Альфонсо Оруэта Ансолеага - 1981—1983: Антонио Сабай Перес - 1983—1984: Роландо Молина Рейес | Федерация футбола Чили (современная) - 1984—1985: Антонио Мартинес Руис - 1985—1989: Мигель Насур - 1989—1989: Серхио Стоппель Гарсия - 1989—1989: Гильермо Вайнштейн Иглесиас - 1990—1992: Абель Алонсо Сопелана - 1993—1998: Рикардо Абумоор - 1999—2001: Марио Москера - 2001—2001: Мигель Бауза - 2001—2006: Рейнальдо Санчес - 2006—2007: Хосе Абдала - 2007—2011: Харольд Мейн-Николлз - 2011—2015: Серхио Хадуэ - 2015—2016: Хайме Баэса Зет (и. о.) - 2016—2019: Артуро Салах - 2019—2020: Себастьян Морено - 2020—2022: Пабло Милад Абуслеме |